# Томашовка (Черниговская область)
Томашовка (укр. Томашівка) — село,
Андреевский сельский совет,
Ичнянский район,
Черниговская область,
Украина.
Код КОАТУУ — 7421780403. Население по переписи 2001 года составляло 267 человек .

## Географическое положение
Село Томашовка находится на берегах реки Удай,
выше по течению на расстоянии в 0,5 км расположено село Селихов,
ниже по течению на расстоянии в 1,5 км расположены сёла Дорогинка и Андреевка.
Село вытянуто вдоль автомобильной дороги Т-2515.

## История
- 1600 год — дата основания.
- В 1784-1791 годах деревня была приписана к Троицкой церкви в Андреевке[2]
- Есть на карте 1812 года.[3]
- В 1859 году в деревне владельческой Томашевка (Томашовка) бы 23 двора где проживало 124 человека (73 мужского и 81 женского пола)[4]